# Covington, Virginia
Covington är en stad (independent city) i Virginia, USA. Staden är på alla sidor omgiven, men inte en del av, Alleghany County. 
Enligt folkräkningen 2010 är befolkningen till 84 procent vit och 12 procent svart. Färre än två procent av befolkningen talar något annat språk än engelska hemma. 69 procent äger sitt eget boende och nitton procent lever under fattigdomsgränsen.